# 허리케인 노엘
허리케인 노엘(Hurricane Noel, 번호 AL162007)은 히스파니올라섬, 바하마, 쿠바, 자메이카에서 163명이 사망한 1등급 허리케인이다. 이 허리케인은 2007년 10월 28일에 열대저기압으로 발달하였고, 11월 1일에 허리케인으로 발달 하고 2일에 온대저기압으로 변질되었다.

## 역사

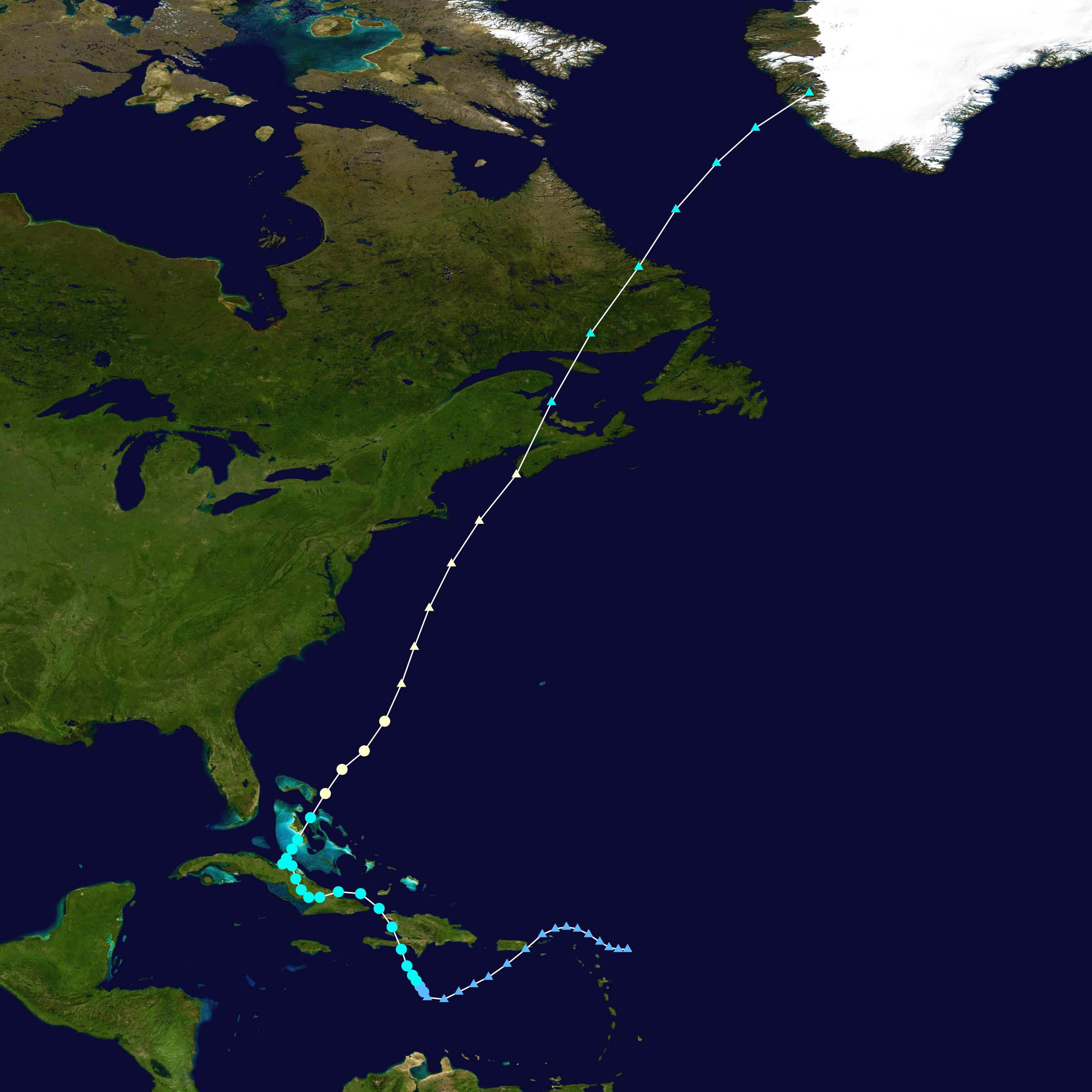
경로

허리케인 노엘을 만든 저기압은 10월 16일에 아프리카 부근 해상에서 발생하였다. 그때는 안틸레스 제도를 접근하고 있었다. 23일부터 더 강해졌고, 28일에 열대저기압 제16호로 미국 국립 허리케인 센터에서 결정되었다. 이 열대저기압은 계속 더 세졌고, 그 날에 이 저기압은 열대폭풍우(허리케인 전등급)으로 강해졌다. 히스파니올라 섬을 접근하기 전까지 풍속 60마일(95km/h)로 강해졌다. 같은 날에 헤이티에 접근 하였다. 그 지역은 산간 지역이라서 노엘은 세력이 급격하게 약해졌다. 다음 날 도미니카 공화국에서 빠져나오고, 그때는 약한 열대폭풍우로 약화되어 있었다. 노엘은 풍속 40마일 이었다. 60마일의 바람으로 30일에 쿠바에 육지 접근을 하였다.
11월 1일에 노엘은 다시 강해졌고, 1일에 허리케인으로 발달하였다. 그 허리케인은 최고 풍속이 80마일, 최저 980hPa의 기압을 기록한 다음에 온대저기압으로 바뀌기 시작했다. 허리케인 노엘은 더 강해졌고, 965hPa의 기압을 기록했다. 3일부터 약해지기 시작했으며 3일에 풍속이 60마일, 노바스코샤와 뉴브런스윅 (캐나다)의 도에 접근 하였다. 11월 4일, 라브라도에 있을 때 캐나다 허리케인 센터는 노엘이 완전 온대저기압으로 약화되었다고 발표했다. 온대저기압으로 약화된 허리케인 노엘은 그린란드에 접근 한 후 소멸하였다.

## 시간별 허리케인 정보
| 형태       | 날짜 및 시간 (UTC) | 위도 (°N) | 경도 (°W) | 풍속 (kt) | 기압 (hPa) | ACE    |
| ---------- | ------------------ | --------- | --------- | --------- | ---------- | ------ |
| 저기압     | 10월 24일 0시      | 18.0      | 60.2      | 20        | 1010       |        |
| 저기압     | 10월 24일 6시      | 18.0      | 60.7      | 25        | 1009       |        |
| 저기압     | 10월 24일 12시     | 18.1      | 61.2      | 25        | 1009       |        |
| 저기압     | 10월 24일 18시     | 18.4      | 61.7      | 25        | 1009       |        |
| 저기압     | 10월 25일 0시      | 18.8      | 62.3      | 25        | 1009       |        |
| 저기압     | 10월 25일 6시      | 19.1      | 62.9      | 25        | 1007       |        |
| 저기압     | 10월 25일 12시     | 19.2      | 63.5      | 25        | 1007       |        |
| 저기압     | 10월 25일 18시     | 19.1      | 64.1      | 25        | 1006       |        |
| 저기압     | 10월 26일 0시      | 18.8      | 64.8      | 25        | 1005       |        |
| 저기압     | 10월 26일 6시      | 18.0      | 65.7      | 25        | 1005       |        |
| 저기압     | 10월 26일 12시     | 17.2      | 66.7      | 25        | 1004       |        |
| 저기압     | 10월 26일 18시     | 16.5      | 67.7      | 25        | 1004       |        |
| 저기압     | 10월 27일 0시      | 16.1      | 68.5      | 25        | 1004       |        |
| 저기압     | 10월 27일 6시      | 15.7      | 69.3      | 25        | 1004       |        |
| 저기압     | 10월 27일 12시     | 15.3      | 70.1      | 25        | 1004       |        |
| 저기압     | 10월 27일 18시     | 15.4      | 71.0      | 25        | 1004       |        |
| 열대저기압 | 10월 28일 0시      | 15.7      | 71.2      | 30        | 1003       | 0      |
| 열대저기압 | 10월 28일 6시      | 16.0      | 71.4      | 30        | 1002       | 0      |
| 열대폭풍   | 10월 28일 12시     | 16.3      | 71.6      | 40        | 999        | 0.1600 |
| 열대폭풍   | 10월 28일 18시     | 16.6      | 71.8      | 50        | 996        | 0.2500 |
| 열대폭풍   | 10월 29일 0시      | 17.1      | 72.1      | 50        | 999        | 0.2500 |
| 열대폭풍   | 10월 29일 6시      | 18.0      | 72.4      | 45        | 1002       | 0.2025 |
| 열대폭풍   | 10월 29일 12시     | 19.2      | 72.9      | 40        | 1002       | 0.1600 |
| 열대폭풍   | 10월 29일 18시     | 20.2      | 73.6      | 45        | 1001       | 0.2025 |
| 열대폭풍   | 10월 30일 0시      | 21.0      | 74.6      | 45        | 999        | 0.2025 |
| 열대폭풍   | 10월 30일 6시      | 21.1      | 75.8      | 50        | 997        | 0.2500 |
| 열대폭풍   | 10월 30일 12시     | 20.8      | 76.8      | 40        | 999        | 0.1600 |
| 열대폭풍   | 10월 30일 18시     | 20.8      | 77.4      | 35        | 1000       | 0.1225 |
| 열대폭풍   | 10월 31일 0시      | 21.2      | 77.8      | 35        | 1000       | 0.1225 |
| 열대폭풍   | 10월 31일 6시      | 21.8      | 78.1      | 35        | 1000       | 0.1225 |
| 열대폭풍   | 10월 31일 12시     | 22.5      | 78.3      | 45        | 995        | 0.2025 |
| 열대폭풍   | 10월 31일 18시     | 22.6      | 78.8      | 45        | 995        | 0.2025 |
| 열대폭풍   | 11월 1일 0시       | 22.9      | 78.6      | 50        | 995        | 0.2500 |
| 열대폭풍   | 11월 1일 6시       | 23.4      | 78.3      | 50        | 993        | 0.2500 |
| 열대폭풍   | 11월 1일 12시      | 23.9      | 78.0      | 50        | 993        | 0.2500 |
| 열대폭풍   | 11월 1일 18시      | 25.1      | 77.3      | 55        | 992        | 0.3025 |
| 허리케인   | 11월 2일 0시       | 26.4      | 76.5      | 70        | 981        | 0.4900 |
| 허리케인   | 11월 2일 6시       | 27.7      | 75.6      | 70        | 981        | 0.4900 |
| 허리케인   | 11월 2일 12시      | 28.7      | 74.4      | 70        | 981        | 0.4900 |
| 허리케인   | 11월 2일 18시      | 30.3      | 73.3      | 70        | 980        | 0.4900 |
| 온대저기압 | 11월 3일 0시       | 32.3      | 72.4      | 70        | 980        |        |
| 온대저기압 | 11월 3일 6시       | 34.3      | 71.7      | 70        | 980        |        |
| 온대저기압 | 11월 3일 12시      | 36.4      | 70.9      | 75        | 974        |        |
| 온대저기압 | 11월 3일 18시      | 38.8      | 69.7      | 75        | 970        |        |
| 온대저기압 | 11월 4일 0시       | 41.1      | 68.2      | 70        | 968        |        |
| 온대저기압 | 11월 4일 6시       | 43.6      | 66.2      | 65        | 965        |        |
| 온대저기압 | 11월 4일 12시      | 47.5      | 64.3      | 60        | 966        |        |
| 온대저기압 | 11월 4일 18시      | 51.2      | 62.2      | 60        | 966        |        |
| 온대저기압 | 11월 5일 0시       | 54.8      | 59.6      | 60        | 967        |        |
| 온대저기압 | 11월 5일 6시       | 57.9      | 57.6      | 55        | 967        |        |
| 온대저기압 | 11월 5일 12시      | 60.4      | 55.4      | 55        | 968        |        |
| 온대저기압 | 11월 5일 18시      | 62.3      | 53.3      | 55        | 974        |        |
| 온대저기압 | 11월 6일 0시       | 64.2      | 50.4      | 45        | 983        |        |

## 사망자
|           | 나라/주              | 사망자 수            |
| --------- | -------------------- | -------------------- |
| 카리브 해 | 도미니카 공화국      | 87명                 |
| 카리브 해 | 아이티               | 73명                 |
| 카리브 해 | 쿠바                 | 1명                  |
| 카리브 해 | 푸에르토 리코 (미국) | 5명 (확인 안 됨)     |
| 카리브 해 | 자메이카             | 1명                  |
| 카리브 해 | 바하마               | 1명                  |
| 대서양    | 캐나다               | 1명 (확인 안 됨)     |
| 총        | 7개 나라/주          | 169 (6명 확인 안 됨) |

히스파니올라 섬, 바하마, 쿠바, 자메이카에서 총 확인된 163명의 사망자가 발표됐다. 히스파니올라에서는 160명, 바하마, 쿠바, 자메이카에서 각 1명씩 사망했다. 그것을 합치고, 푸에르토 리코에서 5명, 캐나다에서 1명은 확인이 아직 안 되었다.

## 이름
허리케인 이름 중에서 "노엘(Noel)"이란 이름은 2007년을 마지막으로 영구 제명되었다. 2013년부터 "네스터(Nestor)"라는 이름으로 쓰일 예정이다.

## 같이 보기
- 허리케인 토마스
- 허리케인 아이린